# إريك شوت
إريك شوت (بالألمانية: Erich Schott) (و. 1891 – 1989 م) هو فيزيائي، وعالم طبيعي من ألمانيا . ولد في يينا.
توفي في ماينتس ، عن عمر يناهز 98 عاماً.

## روابط خارجية
- إريك شوت على موقع مونزينجر (الألمانية)